# مايان

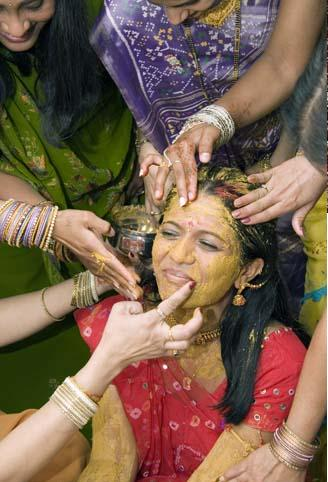
عائلة سيخية خلال حفل باتنا

المايان هي تقاليد الإعدادات لمراسم حفل الزفاف قبل يوم واحد من العرس في إقليم البنجاب . هذا الحفل هو مهرجان يتم في الليل في منزل والدي العريسين. وهو يتكون من عدة طقوس، منها : البانتا، الشورا، والغناء المشترك للنساء، والمنضي.